# Nikólaos Skiathítis
Nikólaos Skiathítis (en grec moderne : Νικόλαος Σκιαθίτης) est un rameur grec né le 11 septembre 1981 à Vólos. 

## Biographie
Nikólaos Skiathítis participe à l'épreuve de deux de couple poids légers avec Vasílios Polýmeros lors des Jeux olympiques d'été de 2004 à Athènes et remporte la médaille de bronze. 

## Palmarès

### Jeux olympiques
- 2004 à Athènes,  Grèce
  -  Médaille de bronze en deux de couple poids légers

### Championnats du monde
- 2001 à Lucerne,  Suisse
  -  Médaille d'argent en quatre de couple poids légers

### Jeux méditerranéens
- 2005 à Almería,  Espagne
  -  Médaille d'or en deux de couple poids légers